# La Bresse
La Bresse è un comune francese di 4 946 abitanti situato nel dipartimento dei Vosgi nella regione del Grand Est.
È una stazione sciistica specializzata nello sci nordico.
Da non confondere con la Bresse bourguignonne, regione appunto della Borgogna nota per l'allevamento del poulet o poule de Bresse, tipico pollame selezionato a scopo alimentare. 

## Società

### Evoluzione demografica
Abitanti censiti